# Yurt-Ava Tholus
Lo Yurt-Ava Tholus è una struttura geologica della superficie di Venere.